# Naraka (buddyzm)
Naraka (pali: niraja, niraya) – piekła w buddyzmie; miejsca niewyobrażalnych męk, gdzie trafia się na skutek złych działań (złej karmy). Czas przebywania w narakach jest bardzo długi, jednak jest ograniczony i po wyczerpaniu negatywnej karmy możliwe jest odrodzenie się w lepszej formie istnienia. Piekła interpretuje się też jako stany świadomości.
Wyróżnia się osiem narak gorących i osiem zimnych, naraki przejściowe oraz naraki sąsiadujące.

## Osiem gorących narak
1. Samdźiwa – „odradzające”, „ożywania”
2. Kalasutra – „czarna lina”
3. Samghata – „wzajemnego roztrzaskania”, „ściskania i miażdżenia”
4. Raurawa – „płaczące”, „lamentu i wycia”
5. Maharaurawa – „wielce płaczące", „wielkiego lamentu i wycia”
6. Tapana – „parzące”, „płonięcia”
7. Mahatapana – „wielce parzące”, „strasznego płonięcia”
8. Awići – „niewypuszczające”, „nieznośnego bólu”

## Osiem zimnych narak
1. Arbuda
2. Nirarbuda
3. Atata
4. Hahawa
5. Huhuwa
6. Utpala
7. Padma
8. Mahapadma